# Mr. Garrison vadiúj vaginája
A Mr. Garrison vadiúj vaginája (Mr. Garrison’s Fancy New Vagina) a South Park című rajzfilmsorozat 126. része (a 9. évad 1. epizódja). Az Egyesült Államokban 2005. március 9-én, Magyarországon pedig 2007. augusztus 6-án mutatták be.

## Cselekmény
|  | Alább a cselekmény részletei következnek! |

Mr. Garrison belül egyre jobban nőnek érzi magát, ezért elhatározza, hogy átoperáltatja magát. Kyle eközben a megyei kosárlabda-válogatásra utazik Denverbe, azonban a magas, fekete ellenfeleivel szemben nem tud jó teljesítményt nyújtani, az edző és Cartman szerint a „zsidók nem tudnak kosarazni”. A fiúk hazaútjuk közben találkoznak Mrs. Garrisonnal, aki elmeséli nekik nővé operáltatásának történetét.
Kyle megkérdezi szüleit a nővé operáltatás jelentéséről. Sheila elmagyarázza neki, hogy megesik, hogy az emberek máshogy néznek ki, mint amilyennek magukat valójában érzik. A fiú ezen felbátorodva Stannel Dr. Biberhez utazik, aki Kyle-nak „negróplasztikát” javasol, amivel magasabb és feketébb lehet. Amikor hazatér, a szülei elborzadnak az ötlettől, és az apja, Gerald elindul kérdőre vonni Dr. Bibert. Ő azonban – mikor meglátja a férfi delfines pólóját – delfinplasztikát javasol Geraldnak, amivel teljesen úgy nézhet ki, mint egy valódi állat.
Amint maga is átesett egy kozmetikai átalakító műtéten, Gerald Broflovski beleegyezik fia negróplasztikájába. Eközben Mrs. Garrison alig várja az első menstruációját, de mivel az nem jön, arra gondol, hogy valamelyik kamionsofőrtől teherbe esett, és boldogan látogat el egy abortuszközpontba. Arról viszont nem tud, hogy a nemi átalakító műtéttől nem lett sem petefészke, sem pedig méhe, ezáltal nem menstruálhat, nem lehet terhes és így abortálni sem tud. Ennek hallatán elrángatja Dr. Bibert a kórházból, követelve, hogy operálja vissza. A doktor azonban már felhasználta heregolyóit Kyle térdeinek megformálásához, a herezacskóját pedig Mr. Broflovski uszonyához.
A Colorado–Wyoming kosárlabdameccsen megjelenik Garrison, dr. Biber és a három másik fiú és megpróbálják megmenteni Kyle-t, akinek az orvos szerint az első ugrására kirobbannak a heregolyók a térdéből. Azonban egyikük sem ismeri fel a sok magas, fekete srác között, így rajta kívül mindenkit fellöknek. Kyle megszerzi a labdát, és a zsákolás utáni földetéréskor valóban bekövetkezik a katasztrófa. A golyói elvesztése után Mrs. Garrison elfogadja új nemét. Dr. Biber felajánlja, hogy egy jelképes összegért visszaoperálja Geraldot és fiát, akik a későbbi epizódokban normális alakjukban jelennek meg.

## Utalások
- Nővé válása után Mrs. Garrison feltűnik egy Girls Gone Wild (a magyar fordításban Bevállalós bulák) videóban. Az amerikai sorozat magyar megfelelője a Cool TV-n egyébként pont a South Park előtt sugárzott Vad csajok.
- A Kyle-lal való beszélgetés közben dr. Biber megemlíti a „fehérítő plasztikát”, mint a „negróplasztika” ellentétét. Azt állítja, hogy Michael Jackson is hasonlón esett át, utalva arra, hogy az énekes bőre karrierje során egyre világosabb lett. Michael Jackson állítása szerint viszont egy vitiligo nevű betegségben szenved.
- A nővé operáltatás után Mrs. Garrison sűrűn használja a „Nő az isten” (angolul „Girl Power”) kifejezést, ezek szerint már ekkor nagyon büszke volt nőiességére.
- Mikor megérkeznek a meccs közben a kosárlabdapályára, Gerald azt kiáltja, hogy „Mrs. Garrison, kapja el Kyle-t”, amire ő úgy válaszol, hogy „De melyikük az?!”. Ez azt a gyakori sztereotípiát figurázza ki, hogy minden fekete egyforma, illetve Mrs. Garrison rasszista nézeteire is utal.

## Érdekességek
- Dr. Biber utalás Stanley Biberre, a nemi átoperálás úttörőjére, aki valóban a trinidadi klinikán dolgozott.
- Ez a harmadik példa a Viacom történetben animált meztelenségre (a Comedy Central másodikja, hisz Ms. Choksondik kivillantotta mellbimbóját A negyedik osztályban  című epizódban).
- Az epizód DVD-kommentárja szerint Trey Parker annyira csalódott az epizóddal kapcsolatban, illetve a 2004-es év annyira fárasztó volt számára 14 South Park-epizód és az Amerika kommandó: Világrendőrség elkészítése után, hogy ott akarta hagyni a sorozatot. Elmondása szerint akkor döntötte el, hogy mégis marad, mikor előálltak a „zsiffin” (Cartman hívta így Geraldot, mivel ő egy zsidó delfin) és a „jogfin” (egy jegyszedő hívta így Mr. Broflivskit, mivel jogász delfin) ötletével.

## Bakik
- Mikor Kyle pályára lép a kosármeccsen, a bemondó 8-as számmal mutatja be, pedig az ő száma a 4-es. Ezt a hibát kijavították a későbbi ismétlések során (így Magyarországon is).
- Mikor Gerald hívja Kyle-t, hogy indulniuk kell a meccsre, elsétál, de a sapkájának egy része ottmarad a képernyő bal szélén.
- Szintén ekkor a fiú meze egy pillanat alatt megváltozik. Míg a barátaival beszélget, a selejtezőn viselt mez van rajta. Mikor azonban elindul, ez a Colorado All-Star mezre változik.